# Trigonostemon philippinensis
Trigonostemon philippinensis là một loài thực vật có hoa trong họ Đại kích. Loài này được Stapf miêu tả khoa học đầu tiên năm 1907.